# LIGO
LIGO или ЛИГО (на английски: Laser Interferometer Gravitational-Wave Observatory; на български: Лазерна интерферометрова гравитационно-вълнова обсерватория) е мащабен физичен експеримент и обсерватория за откриване на космически гравитационни вълни и за развитие на гравитационно-вълнови наблюдения като астрономически инструмент.
Апаратното оборудване основно се състои от два интерферометъра на Майкелсън, работещи с лазерен лъч при рамо на уреда 4 км. Постигнатата чувствителност позволява да се установяват промени в разстоянията с точност, равняваща се на човешки косъм при мерене на разстоянието до най-близката звезда, (Проксима Кентавър на 4,0208×1013 km)
Първоначалните ЛИГО обсерватории са финансирани от Национална фондация за наука (NSF) и са замислени, построени и управлявани от Калтек и MIT. Те събират данни от 2002 до 2010 г., но не откриват гравитационни вълни. След като през 1992 проектът получава 211 милиона долара, скоро той се оказва най-скъпото изследване, финансиран някога от NSF.
Проектът Advanced LIGO за усъвършенстване на първоначалните LIGO детектори започва през 2008 г. и продължава да бъде подкрепян от NSF, с важен принос от Съвета за научни и технологични съоръжения на Обединеното кралство, Институти Макс Планк в Германия и Австралийския научен съвет. Подобрените детектори започват работа през 2015 г. Откриването на гравитационни вълни е съобщено през 2016 г. от LIGO Scientific Collaboration (LSC) и сътрудничеството Virgo с международното участие на учени от няколко университета и изследователски институции.
През 2017 г. Нобеловата награда за физика е присъдена на Райнър Уайс, Кип Торн и Бари Бариш „за решаващ принос към LIGO детекторите и наблюдение на гравитационните вълни“.
От декември 2018 г. LIGO е направила единадесет откривания на гравитационни вълни, от които десет са от бинарни сливания на черна дупка. Другото събитие е първото откриване на сблъсък на две неутронни звезди на 17 август 2017 г., които едновременно произвеждат оптични сигнали, откриваеми от конвенционалните телескопи.